# Bromfiets
Een bromfiets, in de volksmond brommer, is een gemotoriseerd voertuig dat kan worden beschouwd als een tussenvorm tussen fiets en motorfiets.
Een bromfiets wordt in het Nederlandse RVV wel genoemd maar niet gedefinieerd. 
Een snorfiets en een brommobiel zijn volgens de wet ook bromfietsen. Ook een lichte trike of quad (vervoersmiddelen met respectievelijk drie of vier brede wielen) kan gelden als bromfiets. Op de website van de overheid staat echter dat een brommer of bromscooter een tweewieler is. Indien een voorschrift geldt voor alle bromfietsen, dan geldt het dus ook voor deze voertuigen. In het spraakgebruik worden de termen snorfiets en bromfiets vaak bedoeld als niet-overlappende categorieën voertuigen. Dit artikel spreekt bij formele Nederlandse kwesties over de snorfiets enerzijds en de bromfiets in enge zin of de bromfiets/niet-snorfiets anderzijds.
De bromfiets is een voertuig, met een door de constructie bepaalde maximumsnelheid van 45 km/h (voor een snorfiets 25 km/h), uitgerust met een verbrandingsmotor met een cilinderinhoud van niet meer dan 50 cc of een elektromotor met een nominaal continu maximumvermogen van niet meer dan 4 kW. In de Nederlandse wet is bepaald dat bromfietsen niet sneller mogen kunnen dan de maximum constructiesnelheid zoals die staat vermeld op het kentekenbewijs en in het kentekenregister, vermeerderd met 5 km/h. De maximaal toegestane rijsnelheid is echter 45 of 25 km/h. Met ingang van de nieuwe wet (artikel 2627.3) mag er vanaf januari 2013 met de autotheorie (rijbewijs B) op bromfietsen gereden worden. Als de bromfiets zich niet aan de opgegeven constructiesnelheid houdt kan dat gevolgen hebben zoals een boete of inname van de bromfiets.
In dit artikel wordt de term "bromfiets" in zijn juridische betekenis gebruikt.

## Benaming
In Nederland was tot 1966 de officiële benaming rijwiel met hulpmotor. De benaming bromfiets is in 1950 gemunt door een journalist van Het Parool. Informeel worden ook termen als brommer en plaatselijk plof gebruikt. Als het een model was waarbij de motor was geïntegreerd in het frame sprak men wel over een snelbrommer.

## Kenmerken
| Gazelle uit 1935: de fiets is herkenbaar. De trappers drijven een ketting rechts aan, met kettingkast; de motor heeft een eigen ketting aan de linkerkant. |
| 98cc-Sparta uit 1937, een rijwiel met motor. Formeel onderscheid tussen gemotoriseerde tweewielers was er nog niet.                                        |
| Kreidler Florett uit ca. 1964 |
| Zündapp KS 50 uit ca. 1969 |
| Piaggio Ciao versie uit de jaren 90 |
| Gilera Runner PJ 50 modeljaar 2007 |
| Bromfietsplaatjes, eind 2005 in Nederland vervangen door een kenteken                                                                                      |

Oorspronkelijk was een bromfiets een fiets waaraan een motor was toegevoegd, maar in de loop der jaren is de bromfiets steeds meer een lichte motorfiets geworden en de meeste hedendaagse bromfietsen lijken helemaal niet meer op fietsen. Pas sinds de bromfiets als zodanig in de wetgeving is opgenomen, is hieraan de maximale cilinderinhoud van 49,9 cc verbonden. Voorheen werden ook zeer lichte motorfietsen met een cilinderinhoud tot 100 cc als "bromfiets" aangeduid.
Lang is de zogenaamde buikschuiver onder de eerste nozems in de jaren 50 tot 60 populair geweest: deze had een smal en klein stuur en een buddyseat. In Nederland werd de buikschuiver omstreeks 1963, met de opkomst van de beatcultuur verdrongen door de Puch een model met een hoog stuur. Arbeiders vervoerden zich vooral op een stevige werkmansbrommer met twee versnellingen van het merk Berini, vrouwen reden eerst vooral Solex en later op brommers zonder versnellingen (automaat) zoals de Kaptein Mobylette, Peugeot 103, Puch Maxi of Piaggio Ciao. De laatste jaren zijn vooral de meer gestroomlijnde vormgegeven scooters populair geworden.

### Schakelbrommer
Een bromfiets met een 50cc-motor waarop geschakeld moet worden, zoals in veel auto's en op veel motorfietsen het geval is, wordt een schakelbrommer genoemd. Het aantal versnellingen varieert meestal van twee tot vier en soms tot zes. In de jaren 1980 werd in Nederland de verzekeringspremie voor brommers met versnellingen echter zo hoog opgeschroefd dat veel mensen deze niet meer wilden betalen. Dat was de doodsteek voor de schakelbrommer. De in 2016 bekende brommers hebben veel weg van een motor maar ze komen ook voor in terreinmotor-vorm. Enkele voorbeelden zijn: Honda MT en MTX, Derbi GPR en Senda, Gilera GSM en Zulu, Motorhispania RYZ Enduro en Furia Cross, Rieju MRX en RR, Yamaha FS1, Yamaha DT50X, DT50MX en DT50R, Yamaha TZR Suzuki TS50X en TS50ER en Aprilia RS, Red Rose Classic en razzo STR.

### Automaat
Hedendaagse brommers en scooters zijn veelal automaten. In vrijwel alle gevallen gaat het dan om een speciale vorm van CVT, de Variomatic, in combinatie met een centrifugaalkoppeling. Voorbeelden zijn de door Honda en Peugeot samen ontwikkelde en door Cycles Peugeot geproduceerde (1994-2006) Peugeot Fox en Honda Wallaroo (snor) bromfiets. Hedendaagse scooters met genoemde aandrijving zijn: Peugeot Speedfight4, Peugeot Kisbee, Peugeot Django, Peugeot Streetzone, Yamaha Aerox, Yamaha Neo, MBK Booster 50, MBK Ovetto One, Piaggio/Puch Zip, Piaggio Vespa Sprint, Piaggio Vespa Primavera, Honda Vision 50, Derbi Boulevard en de Kymco New Super 8R 50.

## Nederland
Na de Tweede Wereldoorlog moest de bromfiets aan enkele voorwaarden voldoen. Deze moest wat de bouw betreft gelijk zijn aan een gewone fiets. Bij een uitgeschakelde motor moest de bromfiets gelijk aan een fiets voort bewogen kunnen worden. De motor moest ten hoogste een cylinderinhoud hebben van 50 cc en het merk en type daarvan moest in de Nederlandse Staatscourant zijn gepubliceerd. Elk wiel moest voorzien zijn van een goedwerkende rem, die niet op de buitenomtrek van de band werkte. Met ingang van 1 januari 1956 moet één van beide remmen een trommelrem of schijfrem zijn.
De verkoper was verplicht om de klant goed in te lichten, zoals de aanpassing aan het rijwielverkeer, niet meer dan 1 passagier mee te nemen. Ook mocht de klant geen andere bromfietser of wielrijder voortbewegen.
De Wegenverkeerswet 1994 definieert een bromfiets ongeveer als motorrijtuig, met een door de constructie bepaalde maximumsnelheid van niet meer dan 45 km/h, uitgerust met een verbrandingsmotor met een cilinderinhoud van niet meer dan 50 cm3 of een elektromotor met een nominaal continu maximumvermogen van niet meer dan 4 kW, niet zijnde een gehandicaptenvoertuig. Bij vier wielen is een massa van minder dan 350 kg ook een voorwaarde.
Een snorfiets en een brommobiel zijn daarmee volgens de wet ook bromfietsen. Anders gezegd, indien een voorschrift geldt voor alle bromfietsen, dan geldt het ook voor snorfietsen en brommobielen.
Voor bromfietsen is de cilinderinhoud beperkt tot 50 cc, de maximum constructiesnelheid dient bij de bromfiets in enge zin fysiek begrensd te zijn op 45 kilometer per uur (voor snorfietsen 25 km/h). Een bromfiets heeft in Nederland een kenteken (zie ook de kentekenplaat). Een bromfiets in enge zin mag alleen worden bereden als de bestuurder (en eventuele passagier) een goedgekeurde helm dragen. Een helm is vanaf 2023 ook verplicht op een snorfiets.
De kentekenplaat van een bromfiets is geel en heeft zwarte letters en cijfers, die van een snorfiets is lichtblauw en heeft witte letters en cijfers. Voordat het kenteken werd ingevoerd, op 1 januari 2007, moest het voertuig voorzien zijn van een geldig "verzekeringsplaatje" en een geel of oranje plaatje op het voorspatbord. Dit verzekeringsplaatje dateert van 1 maart 1966, tot die tijd had een bromfiets, evenals een fiets, geen enkele registratie.
Het is niet toegestaan om met een bromfiets op autosnelwegen en autowegen te rijden. Bromfietsers rijden in principe op de rijbaan, behalve als anders aangegeven is: een fiets/bromfietspad is zowel voor fietsers als bromfietsers verplicht, maar niet voor brommobielen. Doorgaans laten de wegbeheerders bromfietsen binnen de bebouwde kom op de rijbaan rijden en buiten de bebouwde kom op het fietspad. Rijdt iemand op een fiets/bromfietspad dan is de maximumsnelheid binnen de bebouwde kom 30 km/h en buiten de bebouwde kom 40 km/h, behalve als er een andere beperking geldt.
Sinds 1 januari 2017 (met een overgangsregeling tot 1 juli 2017) geldt een speedpedelec ook als bromfiets, gedefinieerd in het Reglement verkeersregels en verkeerstekens 1990. Het wordt gezien als een elektrische bromfiets met trapondersteuning waarvan de aandrijfkracht aanhoudt als het voertuig de snelheid van 25 km per uur overschrijdt. Daarvoor gold deze als snorfiets.
In 2022 werden voor het eerst meer elektrische dan benzinebromfietsen verkocht, namelijk 54 % van het totaal van 18.081 bromfietsen.

### Rijbewijs
Tot 1996 mocht iedereen vanaf 16 jaar een bromfiets besturen.
In 1996 werd het bromfietscertificaat ingevoerd, dat verstrekt werd na het afleggen van een theorie-examen. Degenen die voor 1 juni 1980 geboren waren (en dus reeds het recht hadden een bromfiets te besturen) konden het certificaat zonder examen verkrijgen.
In 2006 werd het certificaat vervangen door een rijbewijs categorie AM. Het certificaat kon tot 1 oktober 2009 worden omgeruild voor een rijbewijs.
Sedert 1 maart 2010 is ook een praktijkexamen vereist om rijbewijs AM te verkrijgen. Bestaande rijbewijzen (waarvoor alleen een theorie-examen is afgelegd of voor degenen die voor 1 juni 1980 zijn geboren zelfs geen enkel examen) blijven geldig.

### Bromfietsen waarvoor geen Europese typegoedkeuring vereist is
Per 1 januari 2011 is artikel 20b aan de Wegenverkeerswet 1994 toegevoegd, dat bepaalt dat bepaalde motorrijtuigen die anders zouden vallen onder de categorie bromfiets, kunnen worden aangewezen als bromfietsen waarvoor geen Europese typegoedkeuring vereist is. Ze worden in de Wegenverkeerswet 1994 uitgesloten van de categorie bromfiets, en verder wel aangeduid als aangewezen bijzondere bromfiets.
Het Besluit van 3 december 2010 tot wijziging van enkele besluiten in verband met het gebruik van door de Minister van Infrastructuur en Milieu aangewezen bijzondere bromfietsen in het verkeer en tot wijziging van het RVV 1990 in verband met een nieuw bushalte- en tramhaltebord maakt het mogelijk dat iedereen vanaf 16 jaar zonder rijbewijs en zonder helm, met een maximumsnelheid van 25 km/h, op het fiets(/bromfiets)pad, of als dat ontbreekt op de rijbaan mag rijden met een aangewezen bijzondere bromfiets die niet is voorzien van een kentekenplaat, maar wel van een geldig verzekeringsplaatje.
Het besluit regelt bovendien dat er geen minimumleeftijd geldt voor bestuurders van deze aangewezen bijzondere bromfietsen, als zij beschikken over een van de aangewezen bewijzen van gehandicapt zijn. Bovendien mogen zulke bestuurders gebruik maken van het trottoir en het voetpad met een maximumsnelheid van 6 km/uur.
Verder leidt het besluit ertoe dat bijzondere bromfietsen bij gebruik ’s nachts of overdag bij slecht zicht voorzien moeten zijn van een wit of geel voorlicht en een rood achterlicht, tenzij de bestuurder dat voorlicht op zijn borst en dat achterlicht op zijn rug voert.
Het Besluit van de Minister van Infrastructuur en Milieu van 2 december 2014, nr. IENM/BSK-2014/255126, houdende vaststelling van beleidsregels tot uitvoering van hoofdstuk IIA van de Wegenverkeerswet 1994 (Beleidsregel aanwijzing bijzondere bromfietsen) geeft nadere regels over de goedkeuringsprocedure.
De Aanwijzing bepaalde zelf-balancerende bromfietsen in verband met toelating tot het Nederlandse verkeer regelt de goedkeuring van de zelf-balancerende bromfietsen van het merk Segway die voldoen aan hoofdstuk 5, afdeling 6, paragraaf 13 van de Regeling voertuigen.

### Chronologie van de bromfietswetgeving in Nederland
- jaren twintig - Eerste experimenten met fietsen met hulpmotor.
- 1948 - Eerste bromfietsen op de markt.
- 1954 - Per 1 augustus 1954 waren er inmiddels 376.200 bromfietsen in Nederland (bron: Centraal Bureau voor de Statistiek).
- 1956 - Invoering van maximumsnelheid van 40 km/h.[7]
- 1957 - Invoering van de gele plaat voor een duidelijker onderscheid met motorfietsen.
- 1957 - Bromfietsen worden gelijkgesteld aan fietsen en moeten van het fietspad gebruikmaken.
- 1958 - Verbod op buddyseatachtige constructies: een bromfiets is een fiets met motor, geen motorfiets met lichte motor en een buddyseat belemmert fietsen.
- 1959 - Einde van verbod op buddyseat.
- 1965 - Invoering van verplichte WA-verzekering.[7]
- 1966 - Introductie van het verzekeringsplaatje.
- 1974 - Introductie van de snorfiets met kleine wielen (Westerterp-wieltjes) en oranje plaat.
- 1975 - Invoering van helmplicht.[7]
- 1976 - Afschaffing van verplichte kleine wielen voor snorfietsen.
- 1985 - Afschaffing van de verplichte trappers waarmee de introductie van de bromscooter in Nederland mogelijk is.
- 1995 - Voortaan mogen ook stickers gebruikt worden als geel plaatje, dit als tegemoetkoming aan bromscooters waar steeds vaker een gele plaat moeilijk te monteren is.
- 1996 - Invoering van bromfietscertificaat: iedereen moet voortaan een theorie-examen afleggen om een bromfietscertificaat te krijgen.
- 1999 - Per 15 december 1999 moeten bromfietsen de rijbaan gebruiken in plaats van het fietspad of fietsstrook, tenzij anders aangegeven.
- 2001 - Sinds 1 mei 2001 is de maatregel 'voorrang bestuurders van rechts' van kracht. Bestuurders moeten op gelijkwaardige kruispunten aan alle bestuurders die van rechts komen, voorrang verlenen. Fietsers, bromfietsers, snorfietsers en andere bestuurders zijn sinds die datum wat betreft voorrang dus gelijk aan bestuurders van motorvoertuigen.
- 2005 - Invoering van Nederlands kenteken voor bromfietsen. Dit bromfietskenteken begon met de cijfer-/lettercombinatie 01-DBB-1. Met ingang van 1 januari 2007 moeten alle bromfietsen hiervan voorzien zijn. Tussen 1 september 2005 en 31 oktober 2006 moesten alle bromfietsen eerst geschouwd worden door een erkend bromfietsbedrijf, waarna de RDW het kentekenbewijs én een papier om een kenteken te laten maken, opstuurde. Bromfietsen van voor 1974 worden als klassiek beschouwd. Via de nieuwe kentekenplaten werd onderscheid gemaakt tussen de brom- en snorfiets in Nederland. Voor bromfietsen werd de kentekenplaat geel met zwarte letters. Voor snorfietsen werd de kentekenplaat blauw met witte letters. Hiermee verviel de noodzaak voor de in 1957 ingevoerde gele en de in 1974 ingevoerde oranje plaatjes om onderscheid te maken tussen bromfietsen en snorfietsen.
- 2006 - Invoering van bromfietsrijbewijs AM.
- 2008 - Per 1 april 2008 is de maximumsnelheid voor bromfietsen op de rijbaan verhoogd van 40 naar 45 km/h.[8] Tevens is het verplicht gesteld om binnen de bebouwde kom op de rijbaan te rijden, tenzij verkeerstekens anders aangeven.
- 2009 - Na 1 oktober 2009 is een bromfietscertificaat niet meer geldig. Voor het besturen van een bromfiets, snorfiets, spartamet of brommobiel dient men in het bezit te zijn van een bromfietsrijbewijs (AM) of een ander geldig rijbewijs.
- 2010 - Vanaf maart 2010 is niet alleen het halen van theorie-examen vereist, maar ook een praktijk-examen. Hiermee hoopt de overheid het aantal verkeersdoden terug te dringen. Wegens de kosten stuit dit besluit bij velen op weerstand.
- 2018 - Sinds 1 januari 2018 moeten alle nieuwe brom- en snorfietsen aan de Euro 4 emissie-eisen voldoen. Dit is lastiger bij een tweetakt voertuig. Daarom gaat maar een beperkt aantal fabrikanten door met tweetakt.[9][10][11][12][13]
- 2018 - Sinds januari (?) 2018 valt de speedpedelec ook onder bromfietsen. Dat betekent dat deze zich dient te houden aan de voor bromfiets geldende regels, maar op het (brom-)fietspad moeten ze zich gedragen als fietser en op de rijbaan als bromfietser
- 2023 - Sinds januari is de helm nu ook verplicht voor snorfietsen die maximaal 25 km/h mogen rijden.

### Aantallen klassiekers eind 2006
Uit gegevens van de Rijksdienst voor het Wegverkeer (RDW) voor het invoeren van het bromfietskenteken blijkt dat eind 2006 de Zündapp, met ruim twintigduizend exemplaren, de meest voorkomende klassieke brommer in Nederland is. Op de tweede plaats staat de Solex waarvan er bijna zeventienduizend in Nederland zijn geregistreerd. Van de Puch en de Kreidler rijden er iets meer dan vijftienduizend. Ook van de Mobylette, Peugeot 103, Puch Maxi, Piaggio Ciao en Yamaha FS1 rijden er anno 2022 nog behoorlijke aantallen rond. Volgens de RDW zijn er ruim honderd bromfietsen in Nederland waarvan er nog maar één exemplaar rondrijdt.

## België

#### Bromfiets klasse A
Een snorfiets wordt in België aangeduid als bromfiets klasse A. Het zijn voertuigen met een cilinderinhoud van maximaal 50 cc. De maximumsnelheid is 25 km/h. Een helm is sinds 2002 verplicht. Voor een bromfiets klasse A is geen rijbewijs nodig. Ze zijn voorzien van een geel kenmerkplaatje, meestal op het achterste spatbord. Sinds 31 maart 2014 moeten evenwel alle nieuwe bromfietsen worden ingeschreven bij de DIV. Bijgevolg krijgen zij dan ook een volwaardige nummerplaat en wordt het kenmerkplaatje overbodig.
De Belgische verkeerswetgeving maakt voor het verplicht dragen van een helm, in tegenstelling tot Nederland, geen onderscheid. Zowel bestuurders van een bromfiets klasse A (snorfiets) als klasse B (bromfiets) moeten een helm in het verkeer dragen. 

#### Bromfiets klasse B
Het rijbewijs AM is noodzakelijk vanaf 16 jaar voor bromfiets, scooter of lichte vierwieler met een maximale cilinderinhoud van 50 cc. Elektrische motoren mogen over een nominaal maximumvermogen van ten hoogste 4 kW beschikken. Deze voertuigen mogen niet sneller kunnen rijden dan 45 km/h. Het dragen van een helm is verplicht.
Voor het besturen van een bromfiets dient men te beschikken over een rijbewijs AM (sinds 01-05-2013) Voorheen volstond een rijbewijs A3. Men kan het theoretisch examen afleggen vanaf de leeftijd van 15 jaar en 9 maanden in elk erkend examencentrum. Er zijn 40 vragen en men dient een minimumscore van 32/40 te behalen om te kunnen slagen. Het rijbewijs AM kan aangevraagd worden vanaf 16 jaar, mits men geslaagd is voor het theoretisch en praktische examen. Het voorlopige rijbewijs wordt niet meer uitgereikt sinds 1 mei 2013. Als men slaagt voor het theoretische of praktische examen blijft deze uitslag 3 jaar geldig.
Het praktijkexamen op privaat terrein kan enkel nog worden afgelegd in een examencentrum naar keuze, na het volgen van vier uur verplichte rijles in een erkende rijschool. Van deze vier uur dient minstens twee uur op de openbare weg te worden afgelegd.
Als met het voertuig op de openbare weg wordt gereden, dient men steeds de identiteitskaart, rijbewijs en de verzekeringspapieren bij zich te hebben. Personen geboren voor 15 februari 1961 mogen zonder een rijbewijs een bromfiets met een maximumsnelheid van 45 km/h besturen. Wie over een rijbewijs van de categorie B beschikt mag ook met bromfietsen van de categorie AM rijden.

#### Verkeersregels
- Aanhangwagen
  - Achter een brom- of snorfiets mag een aanhangwagentje gekoppeld worden van maximaal 100 cm breed.
- Fietspad
  - Wanneer er een fietspad aanwezig is, moeten ook snorfietsen hiervan gebruikmaken.
  - Op wegen met een maximumsnelheid tot 50 km/h mogen bromfietsen zowel op het fietspad als op de rijbaan rijden, tenzij onderborden anders aangeven.
  - Op wegen waar sneller dan 50 km/h gereden mag worden, moeten bromfietsen het fietspad gebruiken indien dit aanwezig is.
- Helm
  - Het dragen van een helm is verplicht.
- Naast elkaar rijden
  - Het is voor snor- en bromfietsers verboden naast elkaar te rijden.
- Passagiers
  - Op een brom- of snorfiets mag maximaal 1 passagier worden vervoerd op een daartoe bestemde zitplaats (duo- of buddyseat) mits de bestuurder 18 jaar of ouder is.
- Verkeersborden
  - Indien een onderbord van een verkeersbord een bromfiets toont met daaronder de letter A, dan geldt dit bord voor snorfietsen; een B geldt voor bromfietsen.
  - Een rond blauw bord met een fiets links naast de voetgangers, gescheiden door een witte streep, betekent een gecombineerd fiets-/voetpad waar alleen fietsen en snorfietsen mogen rijden, geen bromfietsen.
  - Een rond blauw bord met een fiets onder de voetgangers betekent een gecombineerd fiets-/voetpad waar alleen fietsen mogen rijden, geen snor- en bromfietsen.
- Verlichting
  - Brom- en snorfietsen dienen ook overdag dimlicht te voeren.

## Duitsland
In Duitsland worden verschillende benamingen voor bromfietsen gebruikt. Er wordt onderscheid gemaakt tussen een Mofa, Moped, Kleinkraftrad, Mokick en Leichtkraftrad.
- Het begrip "Mofa" ontstond in de jaren dertig, toen veel kleine fietsfabrikanten met behulp van 98 cc ILO of Sachs hulpmotoren hun fietsen gingen aandrijven. Daardoor kregen ze al snel de naam "Motorfahrrad" of kortweg: "Mofa". De naam wordt nog steeds gebruikt, niet meer voor fietsen met hulpmotor, maar voor de kleine "damesbrommers" maar ook nog weleens voor "Mopeds". Door de voortgang van de techniek konden al vóór de Tweede Wereldoorlog ook lichtere motortjes (50 cc) worden gebruikt om een snelheid van 40 à 50 km/h te halen, en daarmee verdwenen langzamerhand de 98 cc Mofas.
- In 1953 werd het "Fahrrad mit Hilfsmotor" opgenomen in de Duitse verkeerswetgeving. Ze werden gedefinieerd als tweewieler met een motor van maximaal 50 cc en maximaal 33 kg gewicht. De trapperradius werd vastgelegd (er moest immers gefietst kunnen worden) en ook de minimale diameter van de wielen. De Internationale Fahrrad- und Motorrad-Ausstellung (IFMA) wilde graag van het begrip "hulpmotor" af en schreef een prijsvraag uit om een nieuwe naam voor de gemotoriseerde fiets te krijgen. Dat werd "Moped", samengesteld uit "Motorrad" en "Pedale".
- In 1957 werd de gewichtsbeperking opgeheven. Daardoor konden de fabrikanten zwaardere, sterkere frames bouwen, en de Mopeds kregen steeds meer het uiterlijk van een motorfiets. Ze werden nu "Kleinkraftrad" genoemd, maar de benamingen "Mofa" en "Moped" bleven bestaan.
- Door de sterkere frames was het motorvermogen ook niet meer gelimiteerd, en de Duitse fabrikanten probeerden hun Kleinkrafträder zo sterk en zo snel mogelijk te bouwen. Ze waren geweldig populair en leden ook niet onder de afnemende verkopen in de motorfietsmarkt. 16- en 17-jarigen hadden immers geen keuze en moesten wel een Kleinkraftrad aanschaffen. De wetgever moest wel ingrijpen. Als eerste schafte men de verplichte wieldiameter en de trapperradius af, waardoor vanaf nu échte kleine motorfietsen met vaste voetsteunen en kickstarters gemaakt konden worden. De naam "Moped" paste nu niet meer, en van "Motorrad" en "Kickstart" werd "Mokick" gemaakt. Maar men legde vanaf 1960 ook beperkingen op: de rijbewijsplichtige Kleinkrafträder mochten slechts 50 cc meten, maar de snelheid was niet begrensd, de "Mokicks" mochten ook slechts 50 cc meten, maar moesten begrensd zijn op 40 km per uur.
- In 1980 werd in Duitsland de nieuwe 80 cc rijbewijsklasse ingevoerd. Deze "Leichtkrafträder" mochten maximaal 80 cc hebben en een maximaal toerental van 6000 tpm.

Voor veel Duitse fabrikanten ontstond door de nieuwe situatie een dilemma: Nu men voor de (grote) binnenlandse markt geen trappers meer hoefde te monteren, was het vaak niet interessant dat voor de (kleine) Nederlandse markt wél te doen. Daarmee verdwenen veel Duitse merken in Nederland van de markt.

#### Verkeersregels
In Duitsland wordt een snorfiets een Mofa genoemd en een bromfiets een Moped of Kleinkraftrad.
De minimumleeftijd voor het berijden van een Moped is 16 jaar en van een Mofa 14 jaar.
De maximumsnelheid van een Moped is 45 km/h en van een Mofa 25 km/h.
- Aanhangwagen
  - Aan een bromfiets mag een aanhangwagen worden gekoppeld.
- Fietspaden
- Snorfiets
  - Snorfietsen mogen binnen de bebouwde kom alleen op een fietspad rijden als het ronde blauwe bord 'Fietspad' is voorzien van een onderbord met de afbeelding van een snorfiets. Zij mogen echter ook op de rijbaan rijden.
  - Buiten de bebouwde kom mag altijd van het fietspad gebruik worden gemaakt.
- Bromfietsen
  - Bromfietsen mogen alleen gebruikmaken van de rijbaan, tenzij anders wordt aangegeven.
- Helm
  - Het dragen van een helm is verplicht, ook op een snorfiets.
- Passagiers
  - Het vervoeren van passagiers is alleen toegestaan als er een handgreep en voetsteunen aanwezig zijn en het verkeer niet wordt belemmerd.
  - Kinderen die jonger zijn dan 7 jaar mogen alleen in een kinderzitje worden vervoerd.
- Verkeersborden
  - Aanduidingen op verkeersborden voor motoren gelden ook voor bromfietsen.
- Verlichting
  - Het is verplicht om ook overdag dimlicht te voeren.

## Bekende bromfietsmerken
- AMO (München)
- Aprilia
- Avaros
- Baotian
- Batavus
- Beta
- Berini
- Bianchi
- BMW Motorrad
- Casal
- Centro
- Cyclex
- Cymota
- Cyrus (motorfiets)
- Derbi
- DKW
- DMF (motorfiets)
- Dresco
- Cucciolo
- Eysink
- Flandria
- Flink (München)
- Foxinette
- Fuchs (Hallein)
- Garelli
- Gilera
- Giolello
- GMF
- HMW (Hallein)
- Hoenson
- Honda
- Itom
- JLO
- Kaptein (bromfiets)
- Kreidler
- Kymco
- Lohmann (historisch fietsmerk)
- Magneet (rijwielmerk)
- Malaguti
- Mini Motor
- Mobylette
- Mosquito
- Motorhispania
- Nassetti
- Orion
- Peugeot
- PGO
- Piaggio
- Pirotta
- Pirottino
- Pluvier
- Poulain
- Puch
- Ranger
- RAP
- Rex (München)
- Rieju
- Sachs (motorfiets)
- Senzo
- Simson
- Sinamec
- SkyTeam
- Solex
- Sparta (tweewielerfabrikant)
- Spartamet
- Superia
- Suzuki
- Tomos
- Typhoon
- VAP (bromfietsmerk)
- Vespa
- Victoria (Glasgow)
- Victoria (Neurenberg)
- Wingwheel
- Yamaha
- Zhenhua
- Zündapp

De productie van de Bromfiets was ook nauw verbonden met die van  Motorfietsen.